# جون كريستيان كاستبيرج
جون كريستيان كاستبيرج (بالنرويجية البوكمول: Johan Christian Castberg)‏ هو موسيقي ورسام توضيحي ورسام نرويجي، ولد في 1 فبراير 1911 في برغن في النرويج، وتوفي في 5 نوفمبر 1988 في أوسلو في النرويج.